# Les Fantômes du roi Léopold
Les Fantômes du roi Léopold, Un holocauste oublié (King Leopold's Ghost) (1998) est un livre d'Adam Hochschild, se présentant comme réquisitoire contre l'administration de l'État indépendant du Congo par Léopold II de Belgique et  se présente comme une dissection  des crimes coloniaux qui ont été perpétrés. Le livre est devenu un best-seller inattendu. En 2005, il a été vendu à quelque 400 000 exemplaires et traduit en plusieurs langues.
L'ouvrage a été fortement contesté par des critiques universitaires pour ses approximations démographiques et ses « raccourcis fallacieux ».

## Titre et sous-titre
Le titre est tiré du poème Le Congo, du poète américain Vachel Lindsay. Condamnant les actions de Léopold, Lindsay écrit : « Écoutez le hurlement du fantôme du roi Léopold, / brûlant en enfer pour ses légions à une main. »
Listen to the yell of Leopold's ghost,
Burning in Hell for his hand-maimed host.
Hear how the demons chuckle and yell,
Cutting his hands off, down in Hell.
Le sous-titre en coup de poing est celui de la traduction française, non de l'original anglais, paru aux États-Unis : Une histoire de cupidité, d'horreur et d'héroïsme dans l'Afrique coloniale. La nouvelle édition en français parue en 2007 traduit le titre d'une manière plus exacte en: Les Fantômes du roi Léopold : La terreur coloniale dans l'État du Congo, 1884-1908.

## Contenu
Adam Hochschild s'inspire des recherches de divers historiens, dont beaucoup étaient belges. Il cite notamment Jules Marchal, un ancien diplomate et fonctionnaire belge qui a passé vingt ans de sa vie à tenter de briser le silence des Belges sur les massacres ses travaux sur l'État indépendant du Congo font autorité en la matière et ont fortement influencé le journaliste américain Adam Hochschild. Il affirme notamment que « la colonisation belge - dans son premier stade - a été la plus effroyable des colonisations après celle des Espagnols en Amérique indienne au XVIe siècle. »
Selon Hochshild, le roi Léopold prend sa place parmi les grands tyrans Staline, Hitler et Pol Pot, ayant réduit la population de l'État indépendant du Congo de vingt millions d'habitants à dix millions en quarante ans. La motivation de Léopold, à en croire Hochschild, n'était qu'un désir pour l'argent qu'il pouvait obtenir par l'exploitation des ressources du Congo.
Sous la forte pression de l'opinion publique, le parlement belge vota l'annexion du Congo en 1908, anticipant sur la volonté du roi qui avait été de le léguer après sa mort.
Après que l'État indépendant du Congo eut cessé d'exister, l'oppression du Congo aurait perduré. Hochschild nous dit que 80 % de l'uranium dans les bombes atomiques lancées sur Hiroshima et Nagasaki fut extrait au Congo par des travailleurs forcés.
Les héros de ce livre sont les ennemis de Léopold, ceux qui ont raconté l'histoire de l'État indépendant du Congo :
- George Washington Williams, écrivain, le premier à faire un reportage des crimes atroces du Congo.
- William Henry Sheppard, un missionnaire presbytérien qui dirigea des missionnaires européens et américains, qui étaient pratiquement les seuls acteurs indépendants au Congo, dans un conflit constant contre Léopold et sa politique.
- Émile Vandervelde, avocat et homme politique belge, président de la Deuxième Internationale Socialiste, qui se rendit au Congo en 1909 pour assurer la défense de Sheppard, attaqué en justice par Léopold II.
- Edmund Dene Morel, un Français naturalisé Britannique qui travaillait à Anvers pour une agence maritime de Liverpool et dont l'influence, à la tête de la Congo Reform Association, fut déterminante dans le contexte de l'époque. Ce fut surtout grâce à lui que l'opinion publique belge et internationale furent mises au fait des atrocités commises au Congo. Il fit l'observation que pendant qu'on recevait de la gomme et de l'ivoire valant beaucoup d'argent, tout ce qu'on renvoyait au Congo, c'étaient des fusils et des chaînes. De cette évidence, Morel déduisait que le Congo était un État basé sur l'esclavage. Durant la Première Guerre mondiale, Morel, qui était pacifiste, fut condamné à six mois de prison au Royaume-Uni pour avoir envoyé un pamphlet à Romain Rolland, qui était alors réfugié en Suisse. Après la guerre, remportant le siège de Dundee contre Winston Churchill, il fut élu pour le Parti travailliste indépendant.
- Sir Roger Casement, diplomate britannique et nationaliste irlandais, auteur d'un rapport sur l'État indépendant du Congo. En août 1916, Casement fut condamné à mort et exécuté au Royaume-Uni pour intelligence avec l'Allemagne dans le contexte de sa lutte pour l'indépendance irlandaise.
- Joseph Conrad, capitaine et écrivain anglo-polonais qui tomba tellement malade de ce qu'il vit dans un seul voyage. Huit ans plus tard il écrivit Heart of Darkness (en français, Au cœur des ténèbres).

Les travaux des hommes cités ci-dessus amenèrent la première campagne internationale pour protéger les droits de l'homme, ancêtre direct de l'Anti-Slavery Society, d'Amnesty International et d'autres groupes.
La plupart des renseignements sur les meurtres et les tortures furent recueillis par les missionnaires britanniques, suédois et américains.

## Réception critique
Par son statut de best-seller, le livre de Hochschild a poussé de nombreux historiens à en vérifier l'exactitude. Quelques-uns, comme les professeurs Jan Vansina, de l'université de Wisconsin, et Robert Harms, de Yale, sont en général en accord avec Hochschild. D'autres soulignent des erreurs factuelles et des fausses interprétations.
Ainsi, Hochschild regarde le chef-d'œuvre de Joseph Conrad, Au cœur des ténèbres, comme une mise en accusation du régime de Léopold II. Or, remarque l'historien belge Jean Stengers, Conrad décrit dans son roman les crimes d'un Européen désaxé, il ne peut s'attaquer au régime léopoldien dans son ensemble, puisqu'il a voyagé en Afrique en 1890 et s'est inspiré de ce qu'il a vu là-bas à cette époque précise. À cette date, la récolte forcée du caoutchouc, source majeure des abus systématiques, n'avait pas encore débuté. D'autre part, ces abus ne se sont pas étendus à l'ensemble du Congo : des distinctions géographiques et temporelles sont indispensables.
Sur le nombre de victimes, la théorie de Hochschild est battue en brèche par Jean Stengers, spécialiste de l'histoire du Congo belge, dans Congo, Mythes et réalités (1989). Les estimations du nombre total de morts restent extrêmement difficiles, tout comme la détermination de la cause de ces morts. L'estimation de la population congolaise sur laquelle se base Adam Hochschild pour chiffrer le nombre total de morts date de 1924. Cette estimation (et non recensement) effectuée par l'administration belge de l'époque s'élevait à 10 000 000 indigènes. Toutefois, il n'y a là non plus aucune raison de penser que ce chiffre soit exact (en 1948, soit 24 ans plus tard, l'administration coloniale belge déclara qu'elle n'avait, dans les faits, aucune idée de la population du Congo).
Étienne van de Walle, Aline Désesquelles et Jacques Houdaille, dans un compte rendu de l'ouvrage Les Fantômes du Roi Leopold. Un holocauste oublié pointent également du doigt les approximations démographiques de l'auteur. Selon eux, même en incluant le déficit de naissance, Adam Hochschild « n'aboutit pas à estimations réalistes ». Le chiffre de 10 millions de décès qu'il indique serait « l'aboutissement d'un tour de passe-passe statistique ».
Barbara Emerson, historienne britannique et biographe du roi, rejette également les accusations de Hochschild : « Léopold n'a pas fait un génocide. Il était avant tout avide de richesse. »

## Chiffres
Les historiens sont donc confrontés à une absence totale de chiffres fiables pour dénombrer la population indigène du Congo. Certains, se basant sur les témoignages de colons ou de missionnaires britanniques, suédois et américains présents dans certains villages du Congo, s'autorisent à lancer des chiffres qui varient fortement : ainsi, le rapport du diplomate britannique Roger Casement en 1904 donne un chiffre de 3 millions de personnes, Forbath parle d’au moins 5 millions, Adam Hochschild, de 10 millions, Isidore Ndaywel è Nziem, historien congolais, dans son Histoire du Zaïre: De l'héritage ancien à l'âge contemporain (2002), de 13 millions, l’Encyclopædia Britannica donne une perte de population de 8 à 30 millions. L'historien et anthropologue Jan Vansina, auteur de beaucoup des livres savants sur le sujet des peuples de Congo, estime que la perte de population entre 1880 et 1920 était de 50 %.